# گرم
گرم یکایی برای اندازه‌گیری جرم در دستگاه متریک است و نماد گرم در دستگاه بین‌المللی یکاها g مخفف واژهٔ لاتین gramme است.
ابتدا در سال ۱۷۹۵ به عنوان " وزن مستقل یک صدم متر مکعب [۱ سانتی‌متر مکعب ] حجم آب خالص در دمای ذوب یخ (۰ درجه سانتی گراد)) تعریف شد. اما بعداً به دمای ۴ درجه یعنی دمایی که در آن آب دارای حداکثر چگالی است تغیر یافت.
در اواخر قرن نوزدهم، تلاش‌هایی برای تبدیل کیلوگرم به واحد پایه و گرم به عنوان یک واحد مشتق شده از آن (کیلوگرم) صورت گرفت. در سال ۱۹۶۰، واحد تازه تأسیس دستگاه بین‌المللی یکاها ، گرم را به عنوان یک هزارم کیلوگرم تعریف کرد (یعنی یک گرم ۱×۱۰−۳ است). کیلوگرم، از سال ۲۰۱۹، توسط اداره بین‌المللی اوزان و مقیاس‌ها از مقدار عددی ثابت پلانک (h) تعریف می‌شود.

### نماد رسمی SI
تنها نماد واحد برای گرم که توسط سیستم بین‌المللی واحدها (SI) به رسمیت شناخته می‌شود، "g" می‌باشد که بعد از مقدار عددی با یک فاصله در زبان انگلیسی نوشته می‌شود مانند "۶۴۰ g" به معنای "۶۴۰ گرم" است. SI استفاده از اختصاراتی مانند "gr" (که نماد دانه‌ها است) : C-19 و "gm"یا "g⋅m" که نماد گرم متر است) یا "Gm" (نماد SI برای گیگا متر می‌باشد) را به دلیل ایجاد ابهام مجاز نمی‌داند.

### استفاده
گرم پرکاربردترین واحد اندازه گیری مواد غیر مایع، در آشپزی و خرید مواد غذایی در سراسر جهان است. مواد مایع اغلب با حجم اندازه گیری می شوند تا جرم.
بسیاری از استانداردها و الزامات قانونی برای جدول ارزش غذایی روی محصولات  نیاز به ذکر محتوای نسبی در هر 100گرم از محصول را دارند، به طوری که رقم حاصل را می توان به صورت درصد نیز خواند.

## تبدیل به دیگر یکاها
یک گرم برابر است با:
- یک‌هزارم کیلوگرم
- ۰٫۳۵ اونس
- یک نخود برابر با ۰٫۱۹۲ گرم است.
- یک مثقال برابر با ۴٫۶۸۷۵ گرم است.
- ۱ گرم = ۱۵٫۴۳۲۳۵۸۳۵۲۹ دانه (یکا)
- ۱ دانه (یکا) (gr) برابر است با ۰٫۰۶۴۷۹۸۹۱ گرم
- ۱ آوواردوپوآ (oz) برابر است با ۲۸٫۳۴۹۵۲۳۱۲۵ گرم
- ۱ اونس تروا (ozt) برابر است با ۳۱٫۱۰۳۴۷۶۸ گرم
- ۱ گرم = ۵ قیراط (ct)
- ۱ گرم = ۸٫۹۸۷۵۵۱۷۹ ‎×۱۰۱۳ ژول (J) (با هم‌ارزی جرم و انرژی)